# Stary Uścimów
Stary Uścimów ist ein Dorf im Powiat Lubartowski der Woiwodschaft Lublin in Polen. Es ist Sitz der Landgemeinde Uścimów mit 3284 Einwohnern (2016). Zusammen mit der Siedlung Uścimów-Kolonia hat der Ort 403 Einwohner (2011).

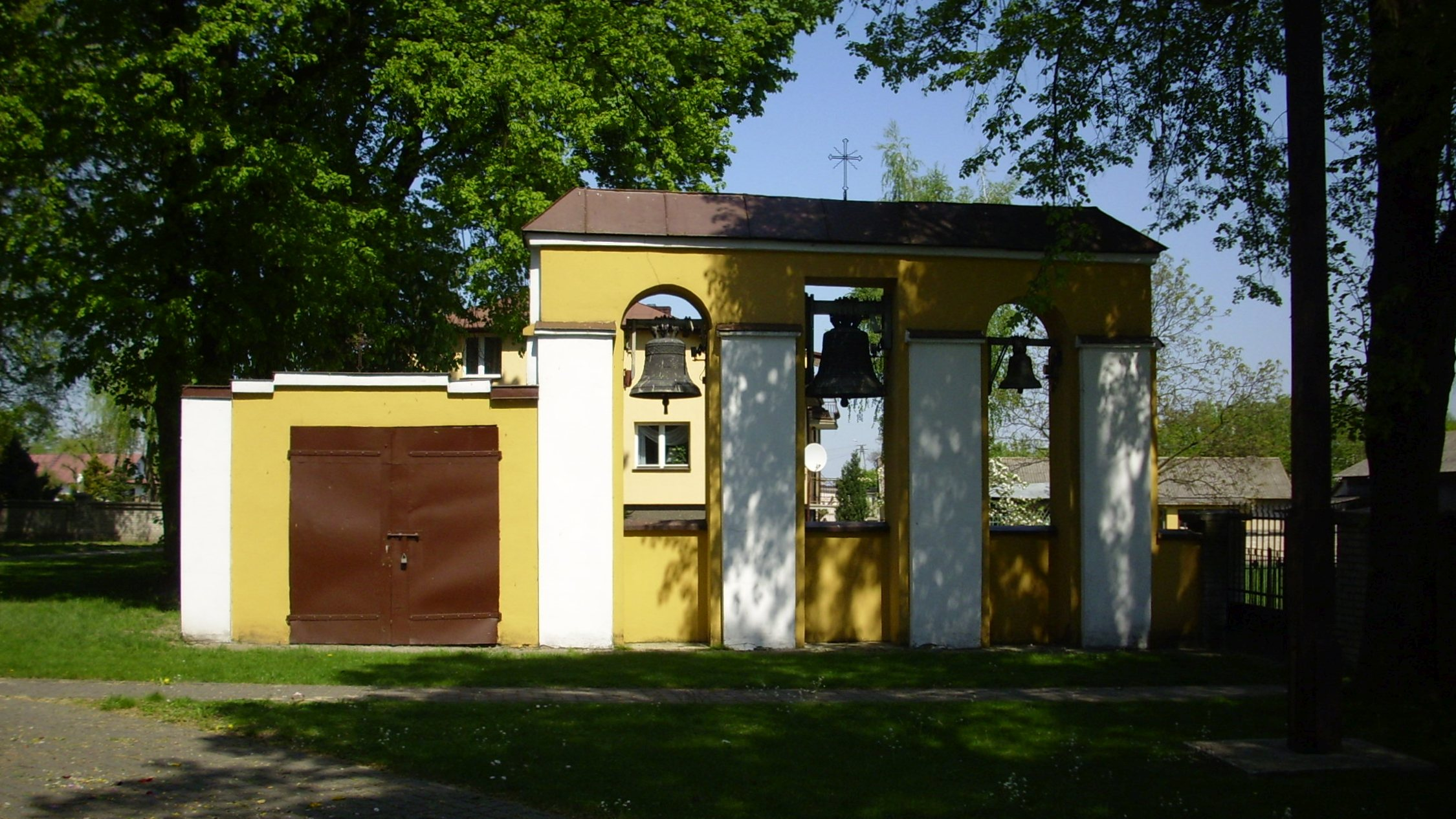
Glockenträger der Kirche
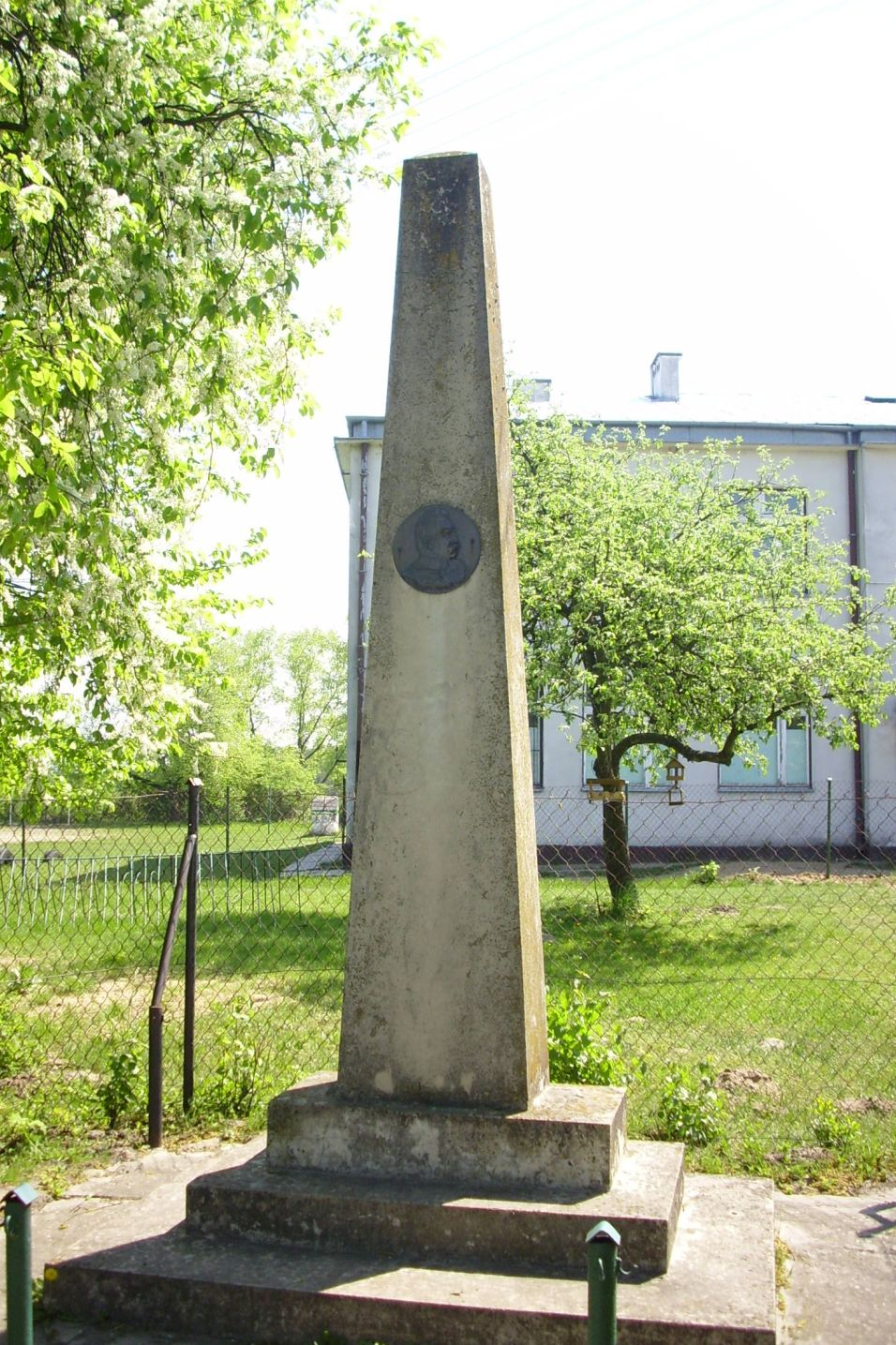
Piłsudski-Denkmal im Ort